# Faramea liebmannii
Faramea liebmannii är en måreväxtart som beskrevs av Paul Carpenter Standley. Faramea liebmannii ingår i släktet Faramea och familjen måreväxter. Inga underarter finns listade i Catalogue of Life.